# Станіслав Бжуска
Станіслав Бжуска (пол. Stanisław Brzóska; Докудув-Перший; 30 грудня 1832 року — 23 травня 1865 року — Сокулов-Подляський) — польський священник, військовий діяч. Також відомий під псевдонімом як "Генерал Бжезінскі (пол. General Brzeziński). Учасник та один з керівників польського січневого повстання 1863 року, його загони діяли у районі Лукова. Після 1864 року переховувався у лісах Лукова разом із своїм ад'ютантом Францішеком Вільчинським, згодом був повішений.

## Життєпис
Юність та освіта
Народився він у родині дрібної, проте досить патріотичної шляхетської родини Марцела Бжуски та Кароліни з Ескайтів. Дітей виховувала мати, оскільки батько помер у 1840 році в віці 36-ти років.
Навчався у Сідлецькій гімназії. У віці 17-ти років вступив на навчання до Київського університету, проте через два роки з невідомих дослідникам причин, покинув навчання і вступив до парафіяльної семінарії у Янові Підляськім на 4 роки. Був висвячений на священика 25 липня 1858 року.
Духовна діяльність та ув'язнення
Вів він духовну діяльність у Сокулувській Єпархії. Проте згодом захворів і повернувся до роботи лишень через 2 місяці, та був переведений до парафії міста Луков, де він зайняв місце одного з двох помічників священника Якова Рожковського. Під час перебування на посаді в обох містах його проповіді відзначалися натхненністю та запалом. 10 листопада 1861 року після проповіді про пшеницю і кукіль проти нього було розпочато справу у «підбурюванні населення проти царської влади». Через місяць 10 грудня його було засуджено на дворічне заслання, але згодом було пом'якшено до 6 місяців ув'язнення у фортечних казематах. Згодом, 28 січня, він був переведений до фортеці у Замості. Унаслідок погіршення здоров'я, він просидів у фортеці значно менше вироку і його випустили на волю 2 червня. Проте після повернення на посаду вікарія, імперська влада продовжувала стежити за ним. Все ж репресії не перешкодили ксьондзу С. Бжусці займатися конспіраційною і підбурювальною діяльністю, тим більше, що в 1862 р. партія руху, підпільна організація молодих радикалів, що підпорядкувалася Центральному національному комітету, почала готувати збройне повстання. Комітет мав сильні позиції на Підляшші завдяки ініціативі братів Франковських: Івана, Станіслава і Леона. Спільнота Луковського повіту була зорганізована під проводом Леона Франковського.
Січневе повстання
Коли повстання вибухло, Бжусці вдалося зібрати навколо себе близько 350 людей і із 40 із них він, будучи на чолі загону, зробив напад на російських солдатів 5-го Костромського полку. Ті відступили. Після, із прибуттям сил 8-ої роти на допомогу росіянам, Бжуска був змушений віддати наказ про розпуск загону. Оскільки проти нього була запроваджена кримінальна справа, він не міг перебувати надалі у Лукові і приєднався до загонів Валентина Левандовського і брав участь у боях під Семятичами, Воскшенніцами та у битві під Жижинем. Під Станінами,14 березня, отримав кульове поранення, тому деякий час одужував. Після одужання він приєднався знову до польських загонів, але вже до Карла Крисінського (оскільки Левандовський був у полоні). Маючи заслуги у повстанні, 22 липня його було призначено головним капеланом Підляського воєводства, отримавши завдання наглядача за виконанням своїх обов'язків капеланами. У листопаді він захворів на тиф, внаслідок чого він одужав лише у лютому 1864 року. Проте російська влада тоді вже взялась за репресії, і, щоб не допустити участь масового селянства, був ухвалений указ про ліквідацію кріпацтва, 2 березня 1864 року. Вже через місяць царська влада схопила останнього головного керівника повстання Ромуальда Траугутта.
Що було після повстання
Опісля страти Ромуальда Траугутта повстання повільно згасало, як на підросійській Польщі загалом, так і на Підляшші. Під керівництвом Бжуски лишилися невеликі загони, котрі складалися із дезертирів царської армії та останніх відчайдухів. Тому боротьба набула лише партизанської боротьби.
```
Після 1865 року він переховувався у лісах із Францішеком Вільчинським на Яцьких болотах. Згодом місце переховування їх здала Антоніна Конажевська, зв'язкова ксьондза, котру росіяни піддали тортурам з метою з'ясування місця переховування Бжуски. 29 квітня російські загони знайшли Бжуску та Вільчинського у 
Краснодембах-Сипитках
 та оточили. Ті, відстрілюючись, утікали, ад'ютант до лісу, ксьондз до річки, той там послизнувся, тому поки Вільчинський виручав, їх вже спіймали.  
```

Страта
Повстанців вивезли до Варшави, де тримали у слідчій в'язниці. У травні відбулися допити, після яких в'язнів передано воєнно-польовому суду, який 17 травня 1865 р. встановив провину підсудних і виніс вироки. Стосовно ксьондза С. Бжуски оголошено про позбавлення його гідності і священицьких прав, а також засуджено на смерть через повішення. Крім того, цей суд видав постанову про конфіскацію наявного майна засудженого.